# Isla de la Cartuja
Isla de la Cartuja (in italiano Isola della Certosa) è un'isola fluviale che si trova a Siviglia all'interno del fiume Guadalquivir.
Il nome dell'isola deriva dalla Certosa di Santa Maria de las Cuevas (in spagnolo Cartuja de Santa María de las Cuevas), dove visse Cristoforo Colombo mentre progettava il viaggio verso ovest.
Prima del 1992, l'isola era completamente isolata tra due rami del Guadalquivir ma, a seguito della riorganizzazione del sistema dei canali fluviali in occasione di Expo 1992, venne unita al quartiere di Triana attraverso un ampio istmo a sud.
L'antica isola è collegata alla terraferma dal Puente del Alamillo progettato da Santiago Calatrava, e dal Puente de la Barqueta.
Sull'isola si trovano diverse infrastrutture come un parco scientifico tecnologico che impiega 15.000 persone, lo Stadio de La Cartuja, il Padiglione della Navigazione, il Centro Andaluz de Arte Contemporáneo ospitato all'interno della Certosa di Santa Maria de las Cuevas e il Jardín Americano (un orto botanico pubblico). Inoltre, La Cartuja ospita diverse discoteche, una serie di sale da concerto e teatri e il parco divertimenti Isla Mágica.
Nel quartiere sono state sviluppate nuove aree residenziali e zone commerciali e importanti progetti, come la Torre Sevilla completata nel 2016.